# Harry Kewell
Harold ("Harry") Kewell (Sydney, 22 september 1978) is een voormalig Australisch betaald voetballer die bij voorkeur links op het middenveld speelde. In april 1996 debuteerde hij in het Australisch voetbalelftal, waarvoor hij meer dan vijftig interlands speelde. Nadien werd hij trainer.

## Clubcarrière
In 1996 vertrok Kewell van de New South Wales Academy naar Leeds United AFC, in eerste instantie op stage. Hij maakte zijn debuut op 30 maart van dat jaar in het competitieduel tegen Middlesbrough FC. Kewell kreeg een vast contract bij Leeds United. Samen met zijn landgenoot Mark Viduka en de Engelse Alan Smith vormde Kewell een aanvalsduo, waarmee Leeds zich in 2000 voor het eerst plaatste voor de UEFA Champions League. De club bereikte in het seizoen 2000/01 vervolgens de halve finales van de UEFA cup, waarin het werd uitgeschakeld door Galatasaray SK. In de jaren die volgden raakte Leeds in financiële problemen. In 2003 vertrok Kewell naar Liverpool FC. Daarmee won hij in 2005 de Champions League. In het seizoen 2008/09 vertrok Kewell naar Galatasaray SK.
In het seizoen 2008/2009 speelde Kewell 25 wedstrijden voor Galatasaray. Hij werd er een vaste waarde in de ploeg, waarin hij speelde met onder andere Lincoln, Elano Blumer, Milan Baroš en Arda Turan. Baroš speelde als diepe spits, achter hem speelde Lincoln als spelverdeler en het duo werd bijgestuurd door vleugelspelers Kewell en Turan. Kewell speelde ook als centrale verdediger, nadat Emre Aşık zijn tweede gele kaart kreeg in de 53'. Hij scoorde uit een penalty nadat Baroš twee keer achter elkaar een strafschop miste. Dit werd zijn enige penalty(doelpunt)in de Süper Lig.
In het seizoen 2011/12 speelde hij voor Melbourne Victory. Begin 2013 speelde hij kortstondig voor Al-Gharrafa in Qatar. In het seizoen 2013/14 speelde hij ten slotte nog voor Melbourne City. In maart 2014 kondigde Kewell het einde van zijn carrière aan.

## Interlandcarrière
Kewell was de jongste speler ooit die zijn debuut maakte voor het Australisch nationaal elftal, toen hij op 24 april 1996 aantrad in het vriendschappelijke duel tegen Chili. Hij was op dat moment 17 jaar en zeven maanden oud. In november 1997 speelde Kewell met The Socceroos mee in het kwalificatieduel tegen Iran voor een plaats op het WK 1998. Hij scoorde de openingstreffer in de heenwedstrijd, maar Iran ging naar het WK op basis van gemaakte uitdoelpunten (1-1 en 2-2). In 1997 was hij met de Socceroos verliezend finalist op de Confederations Cup. Kewell scoorde destijds in de halve finale het enige doelpunt tegen Uruguay. In 2000 nam Kewell met het Australisch elftal deel aan de Olympische Spelen van Sydney. In 2005 had hij een aandeel in de plaatsing van Australië voor het Wereldkampioenschap voetbal 2006. Nadat Kewell als invaller in het veld kwam in de play-off tegen Uruguay, gingen de Socceroos meer druk zetten. Marco Bresciano scoorde vervolgens vanuit een afgeweken schot van Kewell de winnende treffer. Op het WK maakte Kewell in de laatste groepswedstrijd een doelpunt. Zijn goal in de slotfase tegen Kroatië zorgde ervoor dat de Socceroos zich voor het eerst plaatsten voor de achtste finales van een WK. Hierin was Italië met 1-0 te sterk. Kewell behoorde tot de selectie voor de Azië Cup 2007, het eerste Aziatische toernooi waaraan Australië deelnam na de overstap van de OFC naar de AFC in januari 2007.
| Interlands van Harry Kewell voor Australië | Interlands van Harry Kewell voor Australië | Interlands van Harry Kewell voor Australië | Interlands van Harry Kewell voor Australië | Interlands van Harry Kewell voor Australië | Interlands van Harry Kewell voor Australië |
| №                                          | Datum                                      | Wedstrijd                                  | Uitslag                                    | Competitie                                 | Goals                                      |
| ------------------------------------------ | ------------------------------------------ | ------------------------------------------ | ------------------------------------------ | ------------------------------------------ | ------------------------------------------ |
| 1                                          | 24 Apr 1996                                | Chili – Australië                          | 3–0                                        | Vriendschappelijk                          |                                            |
| 2                                          | 09 Oct 1996                                | Saoedi-Arabië – Australië                  | 0–0                                        | Vriendschappelijk                          |                                            |
| 3                                          | 01 Oct 1997                                | Tunesië – Australië                        | 0–3                                        | Vriendschappelijk                          |                                            |
| 4                                          | 22 Nov 1997                                | Iran – Australië                           | 1–1                                        | WK-kwalificatie                            | Goal                                       |
| 5                                          | 29 Nov 1997                                | Australië – Iran                           | 2–2                                        | WK-kwalificatie                            | Goal                                       |
| 6                                          | 16 Dec 1997                                | Saoedi-Arabië – Australië                  | 1–0                                        | FIFA Confederations Cup                    |                                            |
| 7                                          | 19 Dec 1997                                | Australië – Uruguay                        | 1–0                                        | FIFA Confederations Cup                    | Goal                                       |
| 8                                          | 21 Dec 1997                                | Brazilië – Australië                       | 6–0                                        | FIFA Confederations Cup                    |                                            |
| 9                                          | 23 Feb 2000                                | Hongarije – Australië                      | 0–3                                        | Vriendschappelijk                          |                                            |
| 10                                         | 11 Nov 2001                                | Australië – Frankrijk                      | 1–1                                        | Vriendschappelijk                          |                                            |
| 11                                         | 20 Nov 2001                                | Australië – Uruguay                        | 1–0                                        | WK-kwalificatie                            |                                            |
| 12                                         | 25 Nov 2001                                | Uruguay – Australië                        | 3–0                                        | WK-kwalificatie                            |                                            |
| 13                                         | 12 Feb 2003                                | Engeland – Australië                       | 1–3                                        | Vriendschappelijk                          | Goal                                       |
| 14                                         | 07 Sep 2003                                | Australië – Jamaica                        | 2–1                                        | Vriendschappelijk                          | Goal                                       |
| 15                                         | 30 Mar 2004                                | Australië – Zuid-Afrika                    | 1–0                                        | Vriendschappelijk                          |                                            |
| 16                                         | 12 Oct 2004                                | Australië – Salomonseilanden               | 6–0                                        | Oceanië Cup                                | Goal                                       |
| 17                                         | 16 Nov 2004                                | Australië – Noorwegen                      | 1–2                                        | Vriendschappelijk                          |                                            |
| 18                                         | 12 Nov 2005                                | Uruguay – Australië                        | 1–0                                        | WK-kwalificatie                            |                                            |
| 19                                         | 16 Nov 2005                                | Australië – Uruguay                        | 1–0                                        | WK-kwalificatie                            |                                            |
| 20                                         | 07 Jun 2006                                | Australië – Liechtenstein                  | 3–1                                        | Vriendschappelijk                          |                                            |
| 21                                         | 12 Jun 2006                                | Australië – Japan                          | 3–1                                        | WK-eindronde                               |                                            |
| 22                                         | 18 Jun 2006                                | Brazilië – Australië                       | 2–0                                        | WK-eindronde                               |                                            |
| 23                                         | 22 Jun 2006                                | Kroatië – Australië                        | 2–2                                        | WK-eindronde                               | Goal                                       |
| 24                                         | 30 Jun 2007                                | Singapore – Australië                      | 0–3                                        | Vriendschappelijk                          | Goal                                       |
| 25                                         | 08 Jul 2007                                | Australië – Oman                           | 1–1                                        | Azië Cup                                   |                                            |
| 26                                         | 13 Jul 2007                                | Irak – Australië                           | 3–1                                        | Azië Cup                                   |                                            |
| 27                                         | 16 Jul 2007                                | Thailand – Australië                       | 0–4                                        | Azië Cup                                   | Goal                                       |
| 28                                         | 21 Jul 2007                                | Japan – Australië                          | 1–1                                        | Azië Cup                                   |                                            |
| 29                                         | 17 Nov 2007                                | Australië – Nigeria                        | 1–0                                        | Vriendschappelijk                          |                                            |
| 30                                         | 22 Mar 2008                                | Singapore – Australië                      | 0–0                                        | Vriendschappelijk                          |                                            |
| 31                                         | 23 May 2008                                | Australië – Ghana                          | 1–0                                        | Vriendschappelijk                          |                                            |
| 32                                         | 01 Jun 2008                                | Australië – Irak                           | 1–0                                        | WK-kwalificatie                            | Goal                                       |
| 33                                         | 07 Jun 2008                                | Irak – Australië                           | 1–0                                        | WK-kwalificatie                            |                                            |
| 34                                         | 14 Jun 2008                                | Qatar – Australië                          | 1–3                                        | WK-kwalificatie                            | Goal                                       |
| 35                                         | 22 Jun 2008                                | Australië – China                          | 0–1                                        | WK-kwalificatie                            |                                            |
| 36                                         | 06 Sep 2008                                | Nederland – Australië                      | 1–2                                        | Vriendschappelijk                          | Goal                                       |
| 37                                         | 10 Sep 2008                                | Oezbekistan – Australië                    | 0–1                                        | WK-kwalificatie                            |                                            |
| 38                                         | 19 Nov 2008                                | Bahrein – Australië                        | 0–1                                        | WK-kwalificatie                            |                                            |
| 39                                         | 01 Apr 2009                                | Australië – Oezbekistan                    | 2–0                                        | WK-kwalificatie                            | Goal                                       |
| 40                                         | 06 Jun 2009                                | Qatar – Australië                          | 0–0                                        | WK-kwalificatie                            |                                            |
| 41                                         | 10 Jun 2009                                | Australië – Bahrein                        | 2–0                                        | WK-kwalificatie                            |                                            |
| 42                                         | 12 Aug 2009                                | Ierland – Australië                        | 0–3                                        | Vriendschappelijk                          |                                            |
| 43                                         | 10 Oct 2009                                | Australië – Nederland                      | 0–0                                        | Vriendschappelijk                          |                                            |
| 44                                         | 14 Oct 2009                                | Australië – Oman                           | 1–0                                        | WK-kwalificatie                            |                                            |
| 45                                         | 14 Nov 2009                                | Oman – Australië                           | 1–2                                        | WK-kwalificatie                            |                                            |
| 46                                         | 19 Jun 2010                                | Ghana – Australië                          | 1–1                                        | WK-eindronde                               |                                            |
| 47                                         | 09 Oct 2010                                | Australië – Paraguay                       | 1–0                                        | Vriendschappelijk                          |                                            |
| 48                                         | 10 Jan 2011                                | India – Australië                          | 0–4                                        | Azië Cup                                   | Goal                                       |
| 49                                         | 14 Jan 2011                                | Australië – Zuid-Korea                     | 1–1                                        | Azië Cup                                   |                                            |
| 50                                         | 18 Jan 2011                                | Australië – Bahrein                        | 1–0                                        | Azië Cup                                   |                                            |
| 51                                         | 22 Jan 2011                                | Australië – Irak                           | 1–0                                        | Azië Cup                                   | Goal                                       |
| 52                                         | 25 Jan 2011                                | Oezbekistan – Australië                    | 0–6                                        | Azië Cup                                   | Goal                                       |
| 53                                         | 29 Jan 2011                                | Australië – Japan                          | 0–1                                        | Azië Cup                                   |                                            |
| 54                                         | 29 Mar 2011                                | Duitsland – Australië                      | 1–2                                        | Vriendschappelijk                          |                                            |
| 55                                         | 11 Nov 2011                                | Oman – Australië                           | 1–0                                        | WK-kwalificatie                            |                                            |
| 56                                         | 29 Feb 2012                                | Australië – Saoedi-Arabië                  | 4–2                                        | WK-kwalificatie                            | Goal                                       |
| 57                                         | 02 Jun 2012                                | Denemarken – Australië                     | 2–0                                        | Vriendschappelijk                          |                                            |
| 58                                         | 08 Jun 2012                                | Oman – Australië                           | 0–0                                        | WK-kwalificatie                            |                                            |

## Statistieken
| seizoen | club              | competitie     | wed. | goals |
| ------- | ----------------- | -------------- | ---- | ----- |
| 1995/96 | Leeds United AFC  | Premier League | 2    | 0     |
| 1996/97 | Leeds United AFC  | Premier League | 1    | 0     |
| 1997/98 | Leeds United AFC  | Premier League | 29   | 5     |
| 1998/99 | Leeds United AFC  | Premier League | 38   | 6     |
| 1999/00 | Leeds United AFC  | Premier League | 36   | 10    |
| 2000/01 | Leeds United AFC  | Premier League | 17   | 2     |
| 2001/02 | Leeds United AFC  | Premier League | 27   | 8     |
| 2002/03 | Leeds United AFC  | Premier League | 31   | 14    |
| 2003/04 | Liverpool FC      | Premier League | 36   | 7     |
| 2004/05 | Liverpool FC      | Premier League | 18   | 1     |
| 2005/06 | Liverpool FC      | Premier League | 27   | 3     |
| 2006/07 | Liverpool FC      | Premier League | 2    | 1     |
| 2007/08 | Liverpool FC      | Premier League | 10   | 0     |
| 2008/09 | Galatasaray       | Süper Lig      | 26   | 8     |
| 2009/10 | Galatasaray       | Süper Lig      | 17   | 9     |
| 2010/11 | Galatasaray       | Süper Lig      | 4    | 1     |
| 2011/12 | Melbourne Victory | A-League       | 25   | 8     |
| 2013    | Al-Gharrafa       | Qatari League  | 3    | 1     |
| 2013/14 | Melbourne City    | A-League       | 16   | 2     |
|         |                   | totaal:        | 365  | 86    |

Laatst bijgewerkt op 23 juni 2014.

## Erelijst
Liverpool FC
- UEFA Champions League

2005
- FA Cup

2006
Persoonlijk
- Oceanisch Voetballer van het Jaar

1999, 2001 en 2003

## Trainerscarrière
Van 2015 tot eind 2016 trainde Kewell het onder 23 elftal van Watford. Hij werd voor het seizoen 2017/18 aangesteld als trainer van Crawley Town dat uitkomt in de League Two. Medio 2018 werd hij aangesteld als trainer van Notts County. In november 2018 werd hij daar ontslagen.